# Баламандски документ
Баламандски документ, познат и као Баламандски споразум или Баламандска декларација, званично именован као Унијатизам — метод за васпостављање јединства у прошлости и садашње трагање за пуним општењем изјава је Мјешовите међународне комисије за богословски дијалог Римокатличке и Православне цркве током 7. пленарне сједнице, која је одржана од 17. до 24. јуна 1993. у Богословском институту Светог Јована Дамаскина при Универзитету у Баламанду у Либану. Како је наведено у Журналу Московске патријаршије, текст је био привремени радни документ Мјешовите комисије за богословски дијалог, стога га нису потписали представници Руске цркве.
Декларација садржи огромне уступке обје стране у православно-католичком дијалогу. Католичка страна проглашава одбацивање прозелитизма међу православцима и ширење „на штету Православне цркве”. Унијатство као метод постизања црквеног јединства је одбачено, а гркокатоличке цркве нису признате као модел таквог јединства. Са православне стране, уступак је био прихватање Источних католичких цркава, чија је сама активност била камен спотицања за Православну цркву. Коначно, уступак обје стране био је обострано одрицање од искључивости — признање да су и Католичка црква и Православна црква носиоци спасења и да постизање јединства „не би било ни апсорбовање нити стапање, већ сусрет у истини и љубави”. Слобода савјести за вјернике, љубав, опроштај, отворени дијалог, осуда било каквих насилних дјела према другој цркви, признање и поштовање друге цркве, треба да постану критеријуми за међународне контакте.
Међутим, према православцима, прозелитска дјелатност Католичке цркве у традиционално православном регионима није престала. Како је патријарх московски Алексије II примјетио у мају 2006, овај документ „никада није постао препрјека католицима да успоставе унију и наставе своје ширење на исток”.
Споразум развијен 1993. не може се називати свеправославним, пошто Јерусалимска патријаршија, Српска црква, Бугарска црква, Грузинска црква, Грчка црква, Црква чешких земаља и Словачке нису учествовале у изради, као и Црква у Америци, која традиционално није позвана на такве преговоре, будући да Цариградска патријаршија не признаје њену аутокефалност.
Баламандска декларација је први пут објављена на руском језику 1995. у другом тому збирке „Јединство”, у издању Борбењевског манастира Московске епархије, заједно са другим документима православно-католичког богословског дијалога. У фебруару 1997. Архијерејски сабор Руске цркве одлучио је да објави текст Баламандског споразума из 1993, као и коментар на њега, у званичној црквеној штампи.